# 凡一駅 (釜山交通公社)
凡一駅（ポミルえき）は、大韓民国釜山広域市東区にある釜山交通公社1号線の駅である。駅番号は117。

## 駅構造
相対式ホーム2面2線の地下駅。スクリーンタイプのホームドアが設置されている。出入口は11箇所に設けられている。

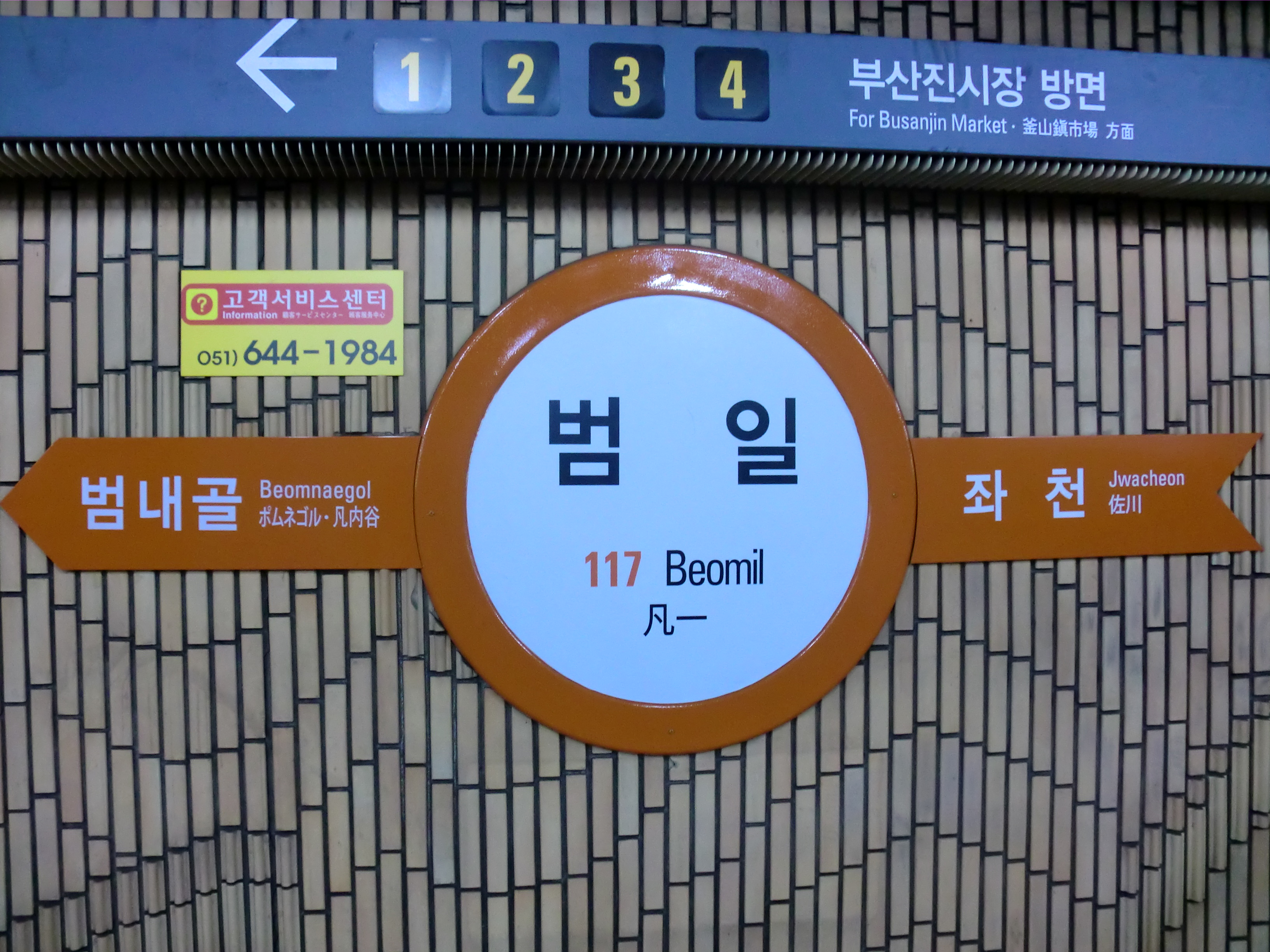
駅名標

### のりば
| 上り | 1号線 | 多大浦海水浴場方面 |
| 下り | 1号線 | 老圃方面           |

## 歴史
- 1987年5月15日 - 1号線中央洞 - ポムネゴル間延伸に伴い、凡一洞駅（범일동역）として開業。
- 2010年2月24日 - 凡一駅に改称。

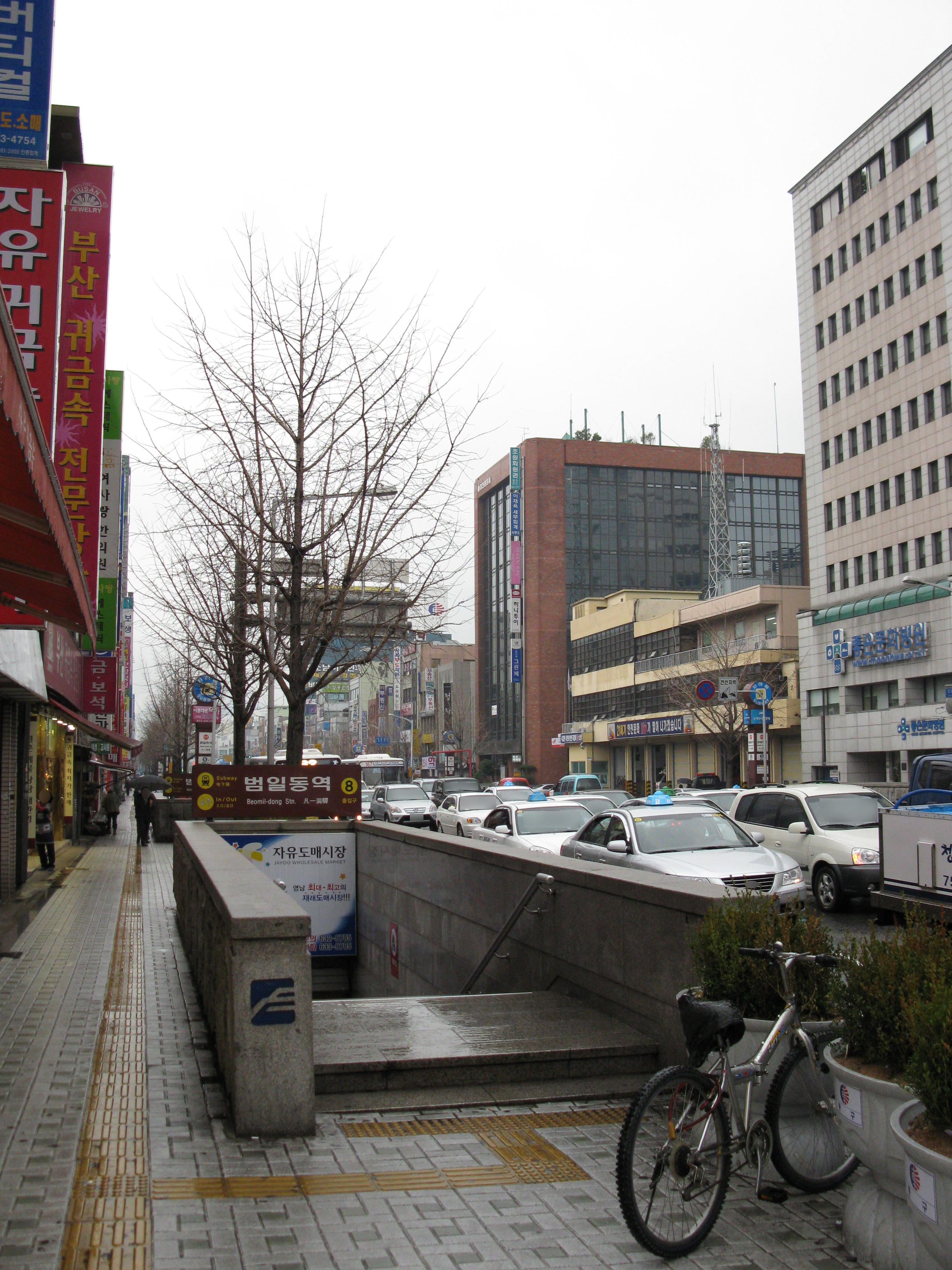
改称前の8番出入口（2009年2月）
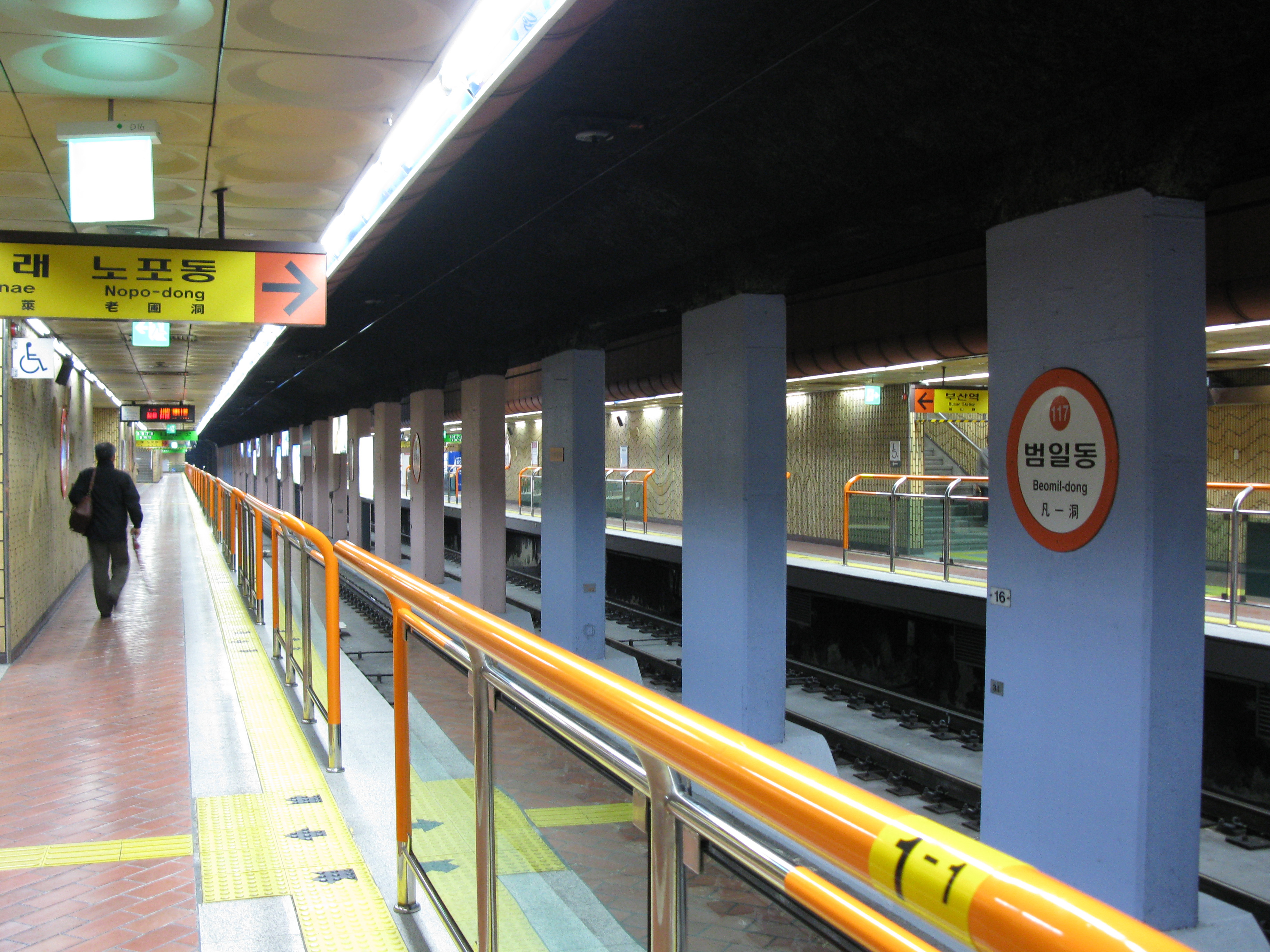
改称前のホーム（2009年2月）

## 駅周辺
- 現代百貨店釜山店
- 釜山鎮消防署
- 釜山東部警察署
- 東釜山郵便局
- 釜山市民会館
- 国民銀行凡一洞支店
- ハナ銀行凡一洞支店
- ウリィ銀行凡一洞支店
- 釜山銀行凡一洞支店
- 慶南銀行凡一支店
- 釜山恵化病院

## 隣の駅
釜山交通公社
 1号線
佐川駅 (116)　-　凡一駅 (117)　-　ポムネゴル駅 (118)